# X-Men: First Class (soundtrack)
X-Men: First Class is de originele soundtrack, gecomponeerd door Henry Jackman voor de film X-Men: First Class uit 2011 van Matthew Vaughn. Het album werd uitgebracht op 6 juni 2011 door Sony Classical en Fox Music.
In augustus 2010 werd aangekondigd dat Jackman de muziek van de film zal componeren. Jackman werd herenigt met Vaughn na hun samenwerking aan Kick-Ass (2010).
De partituur werd uitgevoerd door het orkest onder leiding van Nick Glennie-Smith en opgenomen in de Newman Scoring Stage van Twentieth Century Fox. De muziek werd opgenomen door Frank Wolf en gemixt door Jeff Biggers en Al Clay.

## Tracklijst
Alle muziek is geschreven door Henry Jackman, tenzij anders vermeld.
| 1.                 | First Class                                         | 3:20 |
| 2.                 | Pain and Anger                                      | 2:58 |
| 3.                 | Would You Date Me?                                  | 1:44 |
| 4.                 | Not That Sort of Bank (Jackman, Christopher Willis) | 3:27 |
| 5.                 | Frankenstein's Monster                              | 3:03 |
| 6.                 | What Am I Thinking (Jackman, Willis)                | 2:10 |
| 7.                 | Cerebro                                             | 2:23 |
| 8.                 | Mobilise for Russia (Jackman, Dominic Lewis)        | 1:18 |
| 9.                 | Rise Up to Rule (Jackman, Matthew Margeson, Willis) | 5:56 |
| 10.                | Cold War                                            | 3:20 |
| 11.                | X-Training                                          | 4:27 |
| 12.                | Rage and Serenity                                   | 2:06 |
| 13.                | To Beast or Not to Beast (Jackman, Lewis, Willis)   | 4:47 |
| 14.                | True Colors                                         | 1:51 |
| 15.                | Let Battle Commence (Jackman, Lewis, Margeson)      | 4:45 |
| 16.                | Sub Lift                                            | 2:19 |
| 17.                | Coup D'état (Jackman, Willis)                       | 2:15 |
| 18.                | Mutant and Proud                                    | 3:28 |
| 19.                | X-Men                                               | 2:59 |
| 20.                | Magneto (Jackman, Margeson)                         | 1:53 |
| Totale duur: 60:14 |                                                     |      |